# Liste der Stolpersteine in Erbes-Büdesheim
Die Liste der Stolpersteine in Erbes-Büdesheim enthält alle Stolpersteine, die im Rahmen des gleichnamigen Kunst-Projekts von Gunter Demnig in Erbes-Büdesheim verlegt wurden. Mit ihnen soll der Opfer des Nationalsozialismus gedacht werden, die in Erbes-Büdesheim lebten und wirkten.

## Verlegte Stolpersteine
| Adresse, Lage             | Verlegedatum  | Name, Inschrift | Bild | Anmerkung |
| ------------------------- | ------------- | --- | ---- | --------- |
| Niedergasse 1 (Standort)  | 15. März 2016 | HIER WOHNTE JAKOB LEVY JG. 1900 DEPORTIERT 1941 LODZ / LITZMANNSTADT BEFREIT                                               |      |           |
| Niedergasse 1 (Standort)  | 15. März 2016 | HIER WOHNTE ELISABETH LEVY GEB. STRAUSS JG. 1897 DEPORTIERT 1941 LODZ / LITZMANNSTADT ERMORDET 10.9.1942 CHELMNO / KULMHOF |      |           |
| Niedergasse 1 (Standort)  | 15. März 2016 | HIER WOHNTE EDITH AMALIE LEVY JG. 1929 DEPORTIERT 1941 LODZ / LITZMANNSTADT ERMORDET 10.9.1942 CHELMNO / KULMHOF           |      |           |
| Niedergasse 1 (Standort)  | 15. März 2016 | HIER WOHNTE KURT GUSTAV LEVY JG. 1931 DEPORTIERT 1941 LODZ / LITZMANNSTADT ERMORDET 10.9.1942 CHELMNO / KULMHOF            |      |           |
| Niedergasse 1 (Standort)  | 15. März 2016 | HIER WOHNTE KÄTHE LEVY JG. 1936 DEPORTIERT 1941 LODZ / LITZMANNSTADT ERMORDET SEPT.1942 CHELMNO / KULMHOF                  |      |           |
| Hauptstraße 29 (Standort) | 15. März 2016 | HIER WOHNTE AMALIE STRAUSS GEB. SIMON JG. 1869 DEPORTIERT 1943 THERESIENSTADT ERMORDET 15.3.1943                           |      |           |
| Hauptstraße 29 (Standort) | 15. März 2016 | HIER WOHNTE AUGUSTE STRAUSS JG. 1896 DEPORTIERT 1942 ERMORDET IM BESETZTEN POLEN                                           |      |           |
| Hauptstraße 18 (Standort) | 15. März 2016 | HIER WOHNTE RICHARD STRAUSS JG. 1888 DEPORTIERT 1943 THERESIENSTADT ERMORDET 21.10.1943                                    |      |           |
| Hauptstraße 18 (Standort) | 15. März 2016 | HIER WOHNTE FANNY STRAUSS GEB. SCHWEITZER JG. 1896 DEPORTIERT 1943 THERESIENSTADT BEFREIT                                  |      |           |
| Hauptstraße 18 (Standort) | 15. März 2016 | HIER WOHNTE RUTH KÄTHE STRAUSS JG. 1924 DEPORTIERT 1943 THERESIENSTADT BEFREIT                                             |      |           |